# بیشی، هوبئی
بیشی (به لاتین: Bishi) یک منطقهٔ مسکونی در چین است که در Echeng District واقع شده‌است. بیشی ۲۳ متر بالاتر از سطح دریا واقع شده‌است.